# ボローニャ中央駅

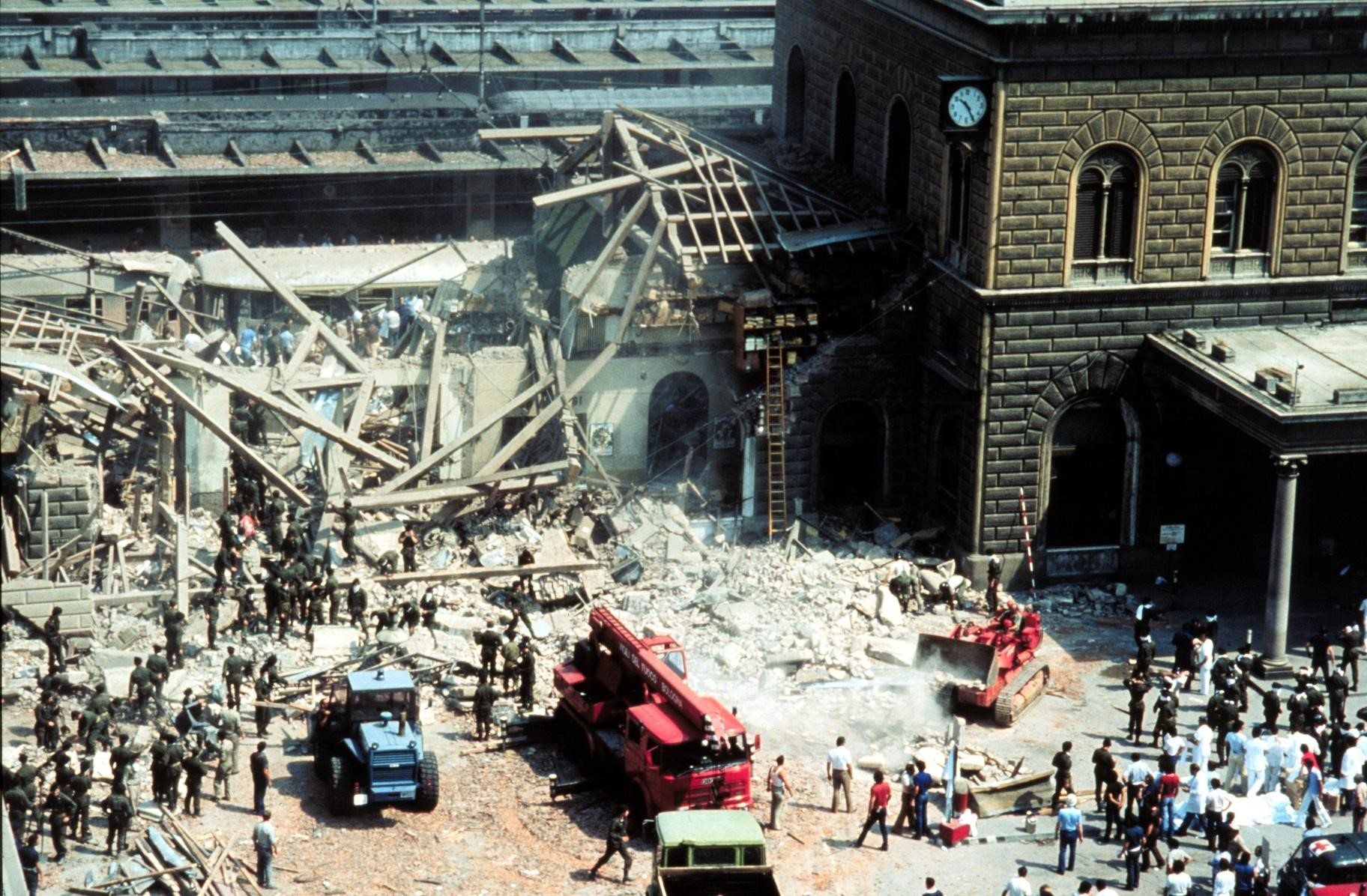
ボローニャ駅爆破テロ後に瓦礫を除去して進入を試みる救助チーム

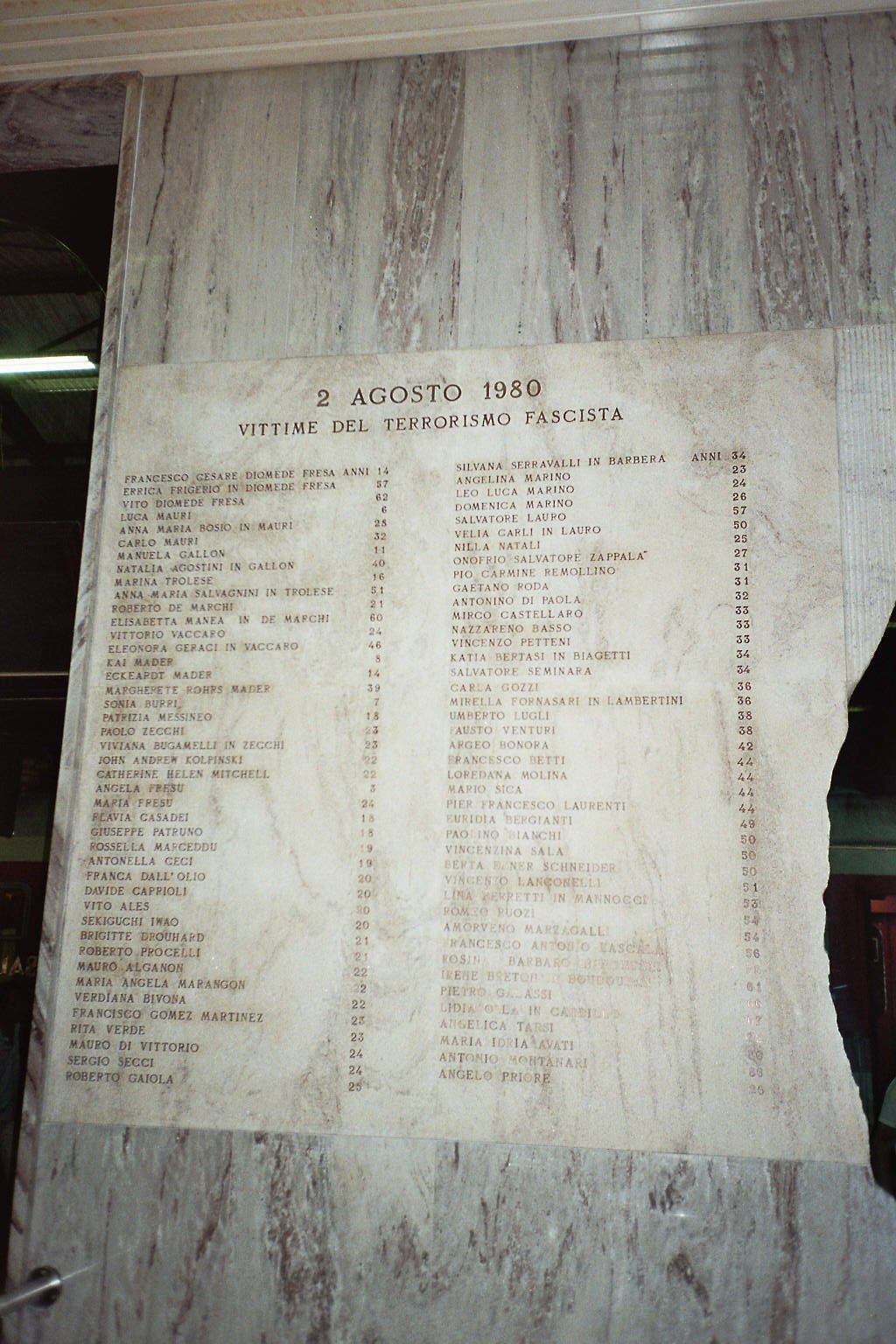
ボローニャ駅待合室の追悼碑

ボローニャ中央駅（ボローニャちゅうおうえき、伊: Stazione di Bologna Centrale）は、イタリア、ボローニャの駅である。

## 概要
イタリアの交通の要所であるボローニャ市の中央駅で、フェッロヴィーエ・デッロ・スタート傘下のトレニタリアの主要駅の1つとみなされている。
ボローニャ-フィレンツェ高速線が乗り入れており、ユーロスター・イタリアやユーロシティ、インターシティなどが停車する他、ローカル線も使用している。
なお、2013年6月13日からほとんどの高速電車は新しい地下駅に停車する。
当駅からボローニャ空港への空港連絡モノレールとしてマルコーニ・エクスプレスが2020年に完成。

## 駅施設
- レストラン
- カフェ
- 両替所
- ATM
- バス、タクシー乗り場